# Elsa von Rosen
La comtesse Elsa von Rosen, née le 7 février 1904 à Stockholm (Royaume de Suède et de Norvège) et morte le 15 avril 1991 à Stockholm (Suède), est une aristocrate suédoise qui fut titrée princesse Bernadotte de 1937 à 1951.

## Biographie
Elsa von Rosen est la fille du comte Eugène Eric Adalbert August von Rosen (1870-1950), maître de cérémonies à la cour de Suède, et de sa première épouse, née Eleonore Wijk, et la nièce de l'explorateur Eric von Rosen. Son père est l'héritier du château d'Örbyhus, près d'Uppsala. Elle épouse en premières noces un cousin diplomate, le comte Adolf von Rosen en 1923, dont elle a trois enfants, mais divorce en 1937 pour épouser morganatiquement le duc d'Östergötland, Carl Bernadotte (1911-2003), fils du prince Carl de Suède, de sept ans son cadet. Ce mariage cause un scandale à la cour et le prince est exclu de la succession dynastique. Il est titré immédiatement par son beau-frère, Léopold III de Belgique, prince Bernadotte, avec le titre de comte pour ses descendants. De cette union est issue une fille, la comtesse Madeleine Bernadotte, née en 1938, qui épouse en 1962 un aristocrate belge, Charles-Albert Ullens de Schooten-Whettnall (1927-2006), titré comte en 1962, dont elle divorce en 1980 (d'où descendance en Belgique) pour se remarier.
Le prince Bernadotte divorce à son tour en 1951 pour épouser sa maîtresse Ann Margareta Larsson (1921-1975) dont il divorce en 1961 pour se remarier une troisième fois, à l'époque où il est en exil dans le sud de l'Espagne à la suite du scandale d'Huseby.